# IDCロボットコンテスト
IDCロボットコンテスト（あいでぃーしーろぼっとこんてすと、International Design Contest）は、世界各国の大学生がロボットを製作し競技を行うイベントである。

## 概要
数人がチームを作り、共同で操縦型ロボットを作り上げる。高専ロボコン、大学ロボコン、ABUロボコンと異なり、大学別のチームではなく各国の学生が混合したチームでロボット作成に臨むのが特徴。
ルールは毎年異なるが、基本的に2つのチームが戦う形式をとる。製作するロボットは比較的小型で、一辺数十cm程度のサイズと定められている。また、ロボットに使用する素材はあらかじめ与えられたものに加えて一定範囲内の金額で購入したものに限られるため、ロボットに使用する素材の選択も重要になる。

## 参加大学
年度によって他の大学が参加する事もある。
- 東京工業大学
- 東京電機大学
- マサチューセッツ工科大学（アメリカ）
- ケンブリッジ大学（イギリス）
- ダルムシュタット工科大学（ドイツ）
- ソウル大学（韓国）
- サンパウロ大学（ブラジル）

## 東京工業大学におけるIDC参加方法
工学部制御システム工学科2年次の授業「創造設計第一」において、優秀な成績を修めた者と、人気投票で選ばれた者がIDCに参加する事が出来る。この授業は制御システム工学科以外の学生も履修する事が出来るため、他学科の学生がIDCに参加する事もある。
「創造設計第一」の授業内容は、個人で一台の操縦型ロボットを作り競技大会に参加するもので、IDCのルールと似ている。